# Pollex diehli
Pollex diehli là một loài bướm đêm thuộc họ Erebidae. Nó được tìm thấy ở miền bắc Sumatra.
Sải cánh dài khoảng 9 mm.